# Akora
Akora fou un antic estat al districte de Kohat al Pakistan governat per la tribu paixtu dels khattaks.
Els khattaks dominaven la zona i el cap khattak, Malik Akor, va acordar amb Akbar que defensaria el territori al sud del riu Kabul contra qualsevol atac i va rebre a canvi la concessió del territori amb drets de duanes al pas d'Akora a l'Indus. Els seus descendents van governar sobre els khattaks i sobre el territori amb seu a Akora; entre ells va destacar el poeta guerrer Khushhal Khan.
El 1747 la sobirania sobre Kohat va passar a Ahmad Shah Abdali que la va exercir però a través de les tribus paixtus dels bangash i els khattak; el tehsil de Teri va esdevenir poc després d'un cap d'una branca júnior dels senyors d'Akora. Al començar el segle xix formà un govern territorial sota autoritat del barakzai Sardar Samad Khan, servidor de Dost Muhammad, emir de l'Afganistan. Els fills de Sardar Samad Khan foren expulsats el 1828 pels sardars de Peshawar, el principal dels quals fou Sultan Muhammad Khan. A Teri les funcions de cap local van esdevenir hereditàries i aquestos sobirans van governar sobre els khattaks occidentals en completa independència d'Akora.
Això va portar a diversos conflictes entre Teri i Akora i era freqüent que hi hagués al mateix temps dos pretendents al tron; les funcions de cap canviaven sovint de mans i es van produir diversos assassinats i rebel·lions. Sultan Muhammad Khan de Peshawar fou confirmat per Ranjit Singh en la possessió de Kohat, Hangu, i Teri.
El 1849 Akora, que va estar al costat dels sikhs, fou annexionada pels britànics; Teri en canvi, que va donar suport als britànics, va romandre com a jagir.